# Diplosoma pavonina
Diplosoma pavonina är en sjöpungsart som beskrevs av Monniot 1987. Diplosoma pavonina ingår i släktet Diplosoma och familjen Didemnidae. Inga underarter finns listade i Catalogue of Life.